# Мешкита, Андре
Андре Филипе Ребелу Мешкита (порт. André Filipe Rebelo Mesquita; род. 10 октября 1997 года в Порту, Португалия) — португальский футболист, нападающий клуба «Санта-Клара», играющий на правах аренды за «Виторию» из Сетубала.

## Клубная карьера
Андре воспитывался в шести клубах разной степени известности. Он заканчивал своё футбольное образование в академии «Порту»: за четыре сезона в юношеской команде «драконов» он вышел на поле в 60 матчах и отличился 13 раз. В составе юношеской команды «Порту» Андре дважды становился чемпионом Португалии. В сезоне 2016/17 он был переведён во вторую команду клуба — «Порту B». Первую часть сезона Андре провёл в «Фафе» на правах аренды, сыграв всего в трёх матчах, а во второй он был арендован клубом «Альянса де Гандра», за который отличился 4 раза в 13 играх. 
Покинув «Порту» в сентябре 2017 года, Андре перешёл в команду «Дунэря» из второй румынской лиги. За «жёлто-синих» он сыграл всего 2 матча, вернувшись на родину в зимнее трансферное окно. Его новым клубом стал «Канелаш 2010», который он покинул уже летом 2018 года, забив 3 гола в 5 играх. Андре перебрался в «Маритиму» и стал выступать за вторую команду этого клуба. В своём дебютном сезоне он забил всего 5 мячей в 26 играх. Следующий сезон Андре провёл более продуктивно: в 22 встречах он отличился 12 раз и стал привлекаться к играм первой команды. Свой единственный матч за «Маритиму» в чемпионате Португалии Андре сыграл 27 января 2020 года, он вышел на замену в самой концовке встречи против «Спортинга».
14 августа 2020 года Андре расторг контракт с «Маритиму» и подписал трёхлетнее соглашение с «Санта-Кларой». В своём первом матче за новую команду он отметился забитым голом, это была товарищеская встреча против «Пенафиела». Его раннему официальному дебюту помешала мышечная травма.

## Международная карьера
В 2013 году Андре представлял Португалию на юношеском уровне, в общей сумме сыграв 5 матчей и забив 2 гола.

## Стиль игры
Быстрый и маневренный игрок с хорошим пониманием игры. Одной из его сильных сторон также является высокая реализация выходов один на один. 

## Достижения
- Победитель юношеского чемпионата Португалии (2): 2014/15, 2015/16